# الوجة الآخر (مسلسل سعودي)
"الوجه الآخر، مسلسل سعودي أُنتج عام 1968، شارك في بطولته محمد العلي، وعبد العزيز الحماد، وأحمد السريع، وهو من إخراج سعد الفريح، وتأليف عبد العزيز الحماد"

## بطولة
- محمد العلي (ممثل)
- عبد العزيز الحماد
- أحمد السريع
- حمد الهذيل
- نعيم درويش
- سلوى شاكر
- محمد الصهيل
- نوال أبو الفتوح
- علي مشهدي
- محمد علي محمود
- محمد المهنا